# I Believe I Can Fly
«I Believe I Can Fly» (з англ. — «Я вірю, що можу літати») — пісня американського R&B-виконавця Р. Келлі, спочатку вийшла 1996 року як сингл до саундтреку фільму «Космічний джем». Два роки по тому композиція була перевидана в альбомі Келлі R.
На початку 1997 року пісня дісталася до другого рядка в чарті Billboard Hot 100, поступившись лише Тоні Брекстон із синглом Un-Break My Heart. Попри те що I Believe I Can Fly так і не підкорила вершину Billboard, вона залишається найбільшим хітом Р. Келлі. При цьому, сингл очолював хіт-парад R&B Singles протягом шести тижнів і посів першу сходинку британського чарту. I Believe I Can Fly отримала три нагороди «Ґреммі». 2004 року журналісти Rolling Stone поставили композицію на 406-те місце у своєму списку «500 найкращих пісень усіх часів».

## Історія створення
У 1996 році Ра Келлі записав свій перший особистий суперхіт — надихаючу баладу — «I believe I can fly» (англ. — вірю, що можу літати)
Цікавий парадокс у тому, що співак панічно боявся авіаподорожей, навіть гастролі в Європу звершував суто морським транспортом. Проте, пісню цю він писав не про себе і не для себе. На одній вечірці до виконавця підійшов сам Майкл Джордан (видатний баскетболіст). Він сказав, що знімається в дитячому фільмі «Космічний джем», та запропонував написати до нього головний саундтрек. Співак так здивувався пропозиції свого кумира, що без роздумів погодився, навіть не розпитавши більше про саму кінострічку. Одної ночі в голову йому прийшла та сама мелодія, тож йому довелось вибігти із номера готелю, де він ночував, бігти до рецепшину та просити відкрити хол, де стояло піаніно. До ранку пісня була готова.
Сімейний художній фільм «Космічний джем», за участі відомих баскетболістів, які грали в ньому самих себе, став комерційно вдалим та зібрав у прокаті близько 230 млн. Глядачам припала до душі комедія, у якій компанію акторам склали мультимедійні персонажі. З часом кінострічка забулася, але пісня досі має популярність.
У 1997 році ця пісня могла очолити американський хіт-парад, проте її випередила балада Тоні Брекстона Un-break my heart.

## Де використовувалася
- Крім появи в саундтреку до фільму «Космічний джем», I Believe I Can Fly прозвучала у фільмі «Барабанний дріб» — вона була виконана шкільним ансамблем під час випускної церемонії Девона Майлза (Нік Кеннон).
- У мультфільмі «Льодовиковий період 2: Глобальне потепління» Креш співає цю пісню, перш ніж врізатися в дерево.
- У фільмі «Good Boy!», Вілсон співає уривок із пісні під час занурення в басейн.
- У фільмі «Аферисти: Дік і Джейн розважаються» Джим Керрі співає пісню, коли дуріє в ліфті.
- Пісня була виконана в сезоні американського шоу The X Factor: Р. Келлі заспівав її в дуеті з Мелані Амаро.
- I Believe I Can Fly прозвучала на шоу The Voice, вона стала останнім сольним номером Джермейна Пола — переможця 2-го сезону.
- У 14-му епізоді 3-го сезону серіалу «Хор» I Believe I Can Fly виконали як попурі з піснею «Fly» Нікі Мінаж.
- У фільмі «Похмілля: Частина III» Леслі Чоу співає 12-секундний фрагмент пісні, коли стрибає з парашутом над Лас-Вегасом.